# Лейбович, Михаил Яковлевич
Михаи́л Я́ковлевич Ле́йбович (партийные псевдонимы Скворцов, Аурел; 1908, Чимишлия, Бендерский уезд, Бессарабская губерния — 25 сентября 1941, Микауцы, Страшенский район, Молдова) — деятель компартии Румынии, подпольщик.

## Биография
Родился в бессарабском местечке Чимишлия (ныне райцентр Чимишлийского района Молдовы). В 1926—1929 годах — во Франции, где вступил в коммунистическую партию Франции, был активистом местного Союза бессарабских эмигрантов. С 1930 года — секретарь подпольного Бухарестского городского комитета компартии Румынии. В июле 1934 года арестован, в заключении до мая 1937 года, затем вновь возглавил Бухарестский городской комитет Коммунистической партии Румынии, член ЦК и Политбюро КП Румынии.
После присоединения Бессарабии к СССР в 1940 году — член Оргбюро Всесоюзного центрального совета профсоюзов (ВЦСПС) по Бессарабии, работал начальником отдела кадров в Наркомате финансов Молдавской ССР. После начала Великой Отечественной войны (сентябрь 1941) назначен заместителем Первого секретаря подпольного республиканского комитета КП(б)М — партийного центра, созданного для координации партизанского движения на оккупированной территории Молдовы.
25 сентября 1941 года в составе диверсионной группы из девяти членов Центра (секретарь Центра А. М. Терещенко, заместители М. Я. Скворцов и П. Я. Мунтян, связные Я. Т. Богуславский, С. П. Брухис, Э. С. Гринберг, И. И. Гринман, И. М. Моргенштерн, Я. М. Маслов) был заброшен на оккупированную территорию в районе села Драсличены Страшенского района недалеко от Кишинёва, где группа была обнаружена немецким карательным отрядом. Двое членов группы погибли в бою, четверо покончили с собой и ещё трое были расстреляны немцами. Останки пятерых связных диверсионной группы были обнаружены в начале 1971 года и перезахоронены в братской могиле. В 1979 году на месте захоронения на окраине села Ратуш (теперь в составе коммуны Драсличены Криулянского района) был установлен памятник, ныне частично разрушенный.